# AC-14 (Spanje)

De AC-14

De AC-14 is een autovía in Galicië. De stadssnelweg is 10,2 kilometer lang en verbindt de A-6 met A Coruña.